# Ruota del Tempo (clessidra)

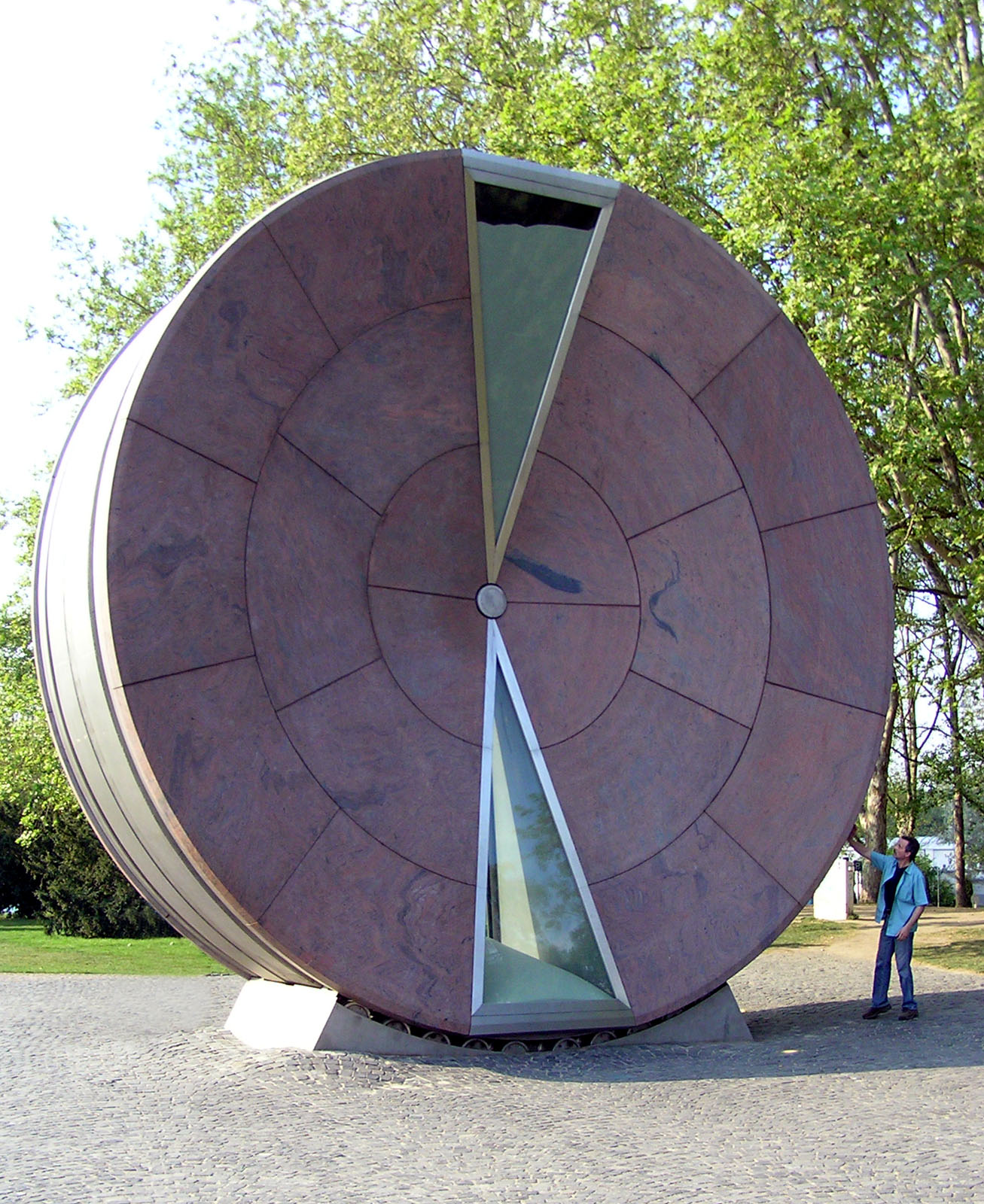
La Ruota del Tempo (Időkerék)

La Ruota del Tempo (in ungherese: Időkerék) è una delle clessidre più grandi del mondo.
Si trova a Budapest ed è stata costruita nel luogo dove si trovava precedentemente un'antica statua di Lenin, spostata poi nel Memento Park. L'opera si trova vicino al parco municipale, a destra della Piazza degli Eroi e alle spalle della galleria d'arte Műcsarnok. È fatta di granito, acciaio e vetro e pesa 60 tonnellate. La "sabbia" (in realtà granuli di vetro) scorre dalla sezione superiore a quella inferiore per un anno. La sabbia si esaurisce a Capodanno e la Ruota del Tempo viene ruotata di 180 gradi in modo che il flusso della sabbia possa riprendere per l'anno successivo. La rotazione avviene manualmente mediante cavi in acciaio e 4 persone impiegano circa 45 minuti per completare il mezzo giro. La Ruota del Tempo è stata inaugurata il 1º maggio 2004 per celebrare l'ingresso dell'Ungheria nell'Unione europea (in ungherese Időkerék).
L'idea e la costruzione della Ruota del Tempo sono dovute a János Herner mentre il progetto architettonico della statua è stato realizzato da István Janáky.